# Spirulina

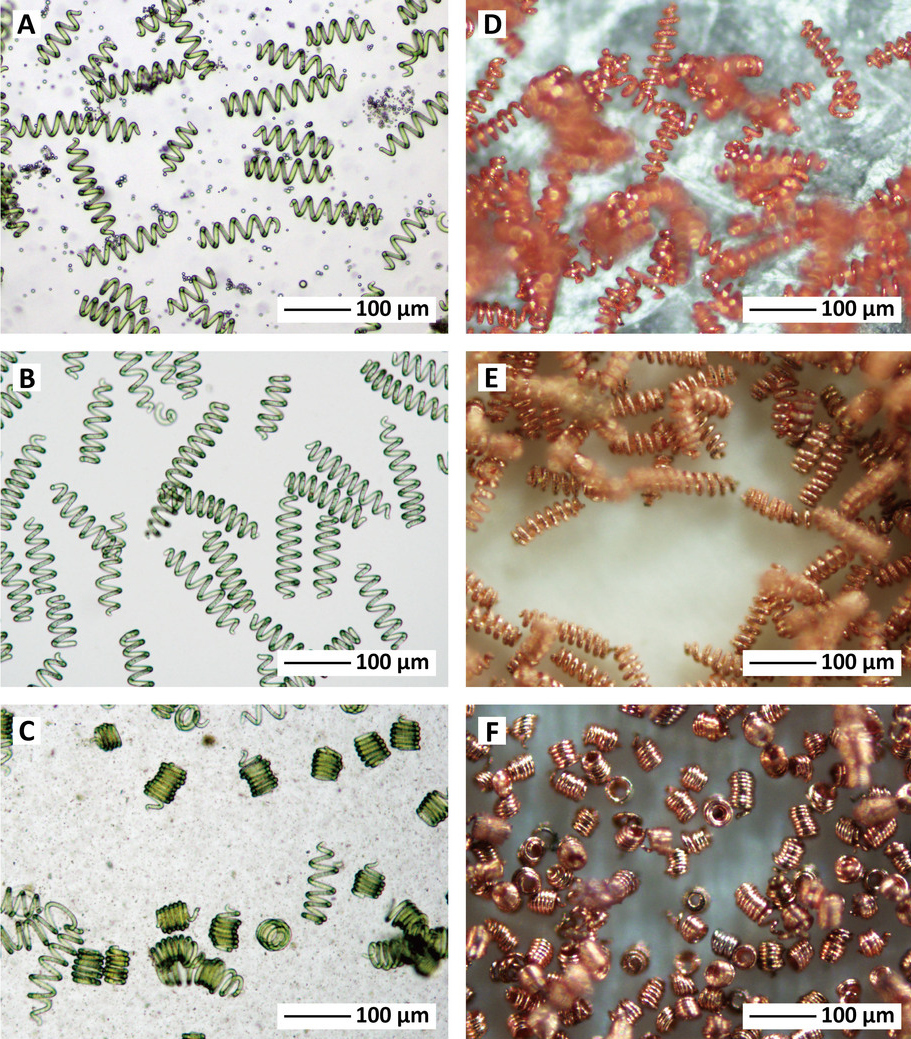
Microbobinas produzidas por deposição galvânica de cobre sobre cianobactérias do género Spirulina.

Spirulina é um género de cianobactérias da ordem Spirulinales, um grupo de organismos procariotas vulgarmente conhecido por algas verde-azuis (ou Cyanophyta). São microrganismos unicelulares fotoautotróficos que se agrupam em formas filamentosas, geralmente helicoidais, designadas por tricomas (por analogia com os pelos das plantas). Algumas espécies anteriormente incluídas neste género (actualmente em Arthrospira) são utilizadas para produzir um suplemento alimentar conhecido por «spirulina» ou «espirulina», que não deve ser confundido com este género.

## Descrição
São micro-organismos procariotas que apresentam uma região central (nucleoide), onde se localiza o genoma (uma só molécula de ADN), uma região periférica que contém as membranas tilacoidais e várias inclusões e estruturas citoplasmáticas. Na fase de células isoladas, produz uma capa de mucilagem, capa que não está presente nas células em forma de tricoma. A parede celular contém peptidoglicano de estrutura e composição semelhante à das bactérias Gram negativas. No citoplasma encontram-se inclusões (grânulos de polifosfato, glicogênio e cianoficina), os carboxissomas ou corpos poliédricos, onde está a RBP-carboxilase (RuBisCO, a principal enzima responsável pela fixação fotossintética de dióxido de carbono) e ribossomas 70S.

## Habitat
Na Espanha, a Spirulina habita de forma selvagem as águas internas do Parque Nacional de Doñana (Huelva). A Spirulina e outras cianobactérias são os organismos fotossintéticos dominantes nos primeiros meses de verão, substituindo as algas clorófitas como parte do fitoplâncton, principalmente na lagoa de Santa Olalla. Apesar desta bactéria não ser originária da Espanha, acredita-se que chegou transportada por flamingos desde as lagoas vulcânicas africanas em suas migrações, visto que aí onde se encontram populações mais numerosas, devido à ausência de competidores provocada pela alcalinidade e salinidade de suas águas.

## Espécies
O género Spirulina inclui as seguintes espécies:
- Spirulina abbreviata
- Spirulina agilis
- Spirulina agilissima
- Spirulina albida
- Spirulina ardissoni
- Spirulina baltica
- Spirulina bayannurensis
- Spirulina breviarticulata
- Spirulina cabrerae
- Spirulina caldaria
- Spirulina cavanillesiana
- Spirulina condensata
- Spirulina corakiana
- Spirulina flavovirens
- Spirulina funiformis
- Spirulina gessneri
- Spirulina gomontiana
- Spirulina gomontii
- Spirulina gordiana
- Spirulina gracilis
- Spirulina innatans
- Spirulina labyrinthiformis
- Spirulina laxa
- Spirulina laxissima
- Spirulina legitima
- Spirulina magnifica
- Spirulina major
- Spirulina margaritae
- Spirulina mariae
- Spirulina massartii
- Spirulina maxima
- Spirulina miniata
- Spirulina minima
- Spirulina mukdensis
- Spirulina nodosa
- Spirulina nordstedtii
- Spirulina okensis
- Spirulina oscillarioides
- Spirulina platensis
- Spirulina princeps
- Spirulina pseudotenuissima
- Spirulina robusta
- Spirulina rosea
- Spirulina schroederi
- Spirulina sigmoidea
- Spirulina socialis
- Spirulina spirulinoides
- Spirulina subsalsa
- Spirulina subtilissima
- Spirulina supersalsa
- Spirulina tenerrima
- Spirulina tenuior
- Spirulina tenuis
- Spirulina tenuissima
- Spirulina thermalis
- Spirulina turfosa
- Spirulina versicolor
- Spirulina weissii